# Phạm Xuân Thiều
Phạm Xuân Thiều (6 tháng 4 năm 1942 - 24 tháng 6 năm 2002) là Mục sư Tin Lành, từ năm 2001 là Hội trưởng Hội thánh Tin Lành Việt Nam (Miền Nam) cho đến khi từ trần.

## Thiếu thời
Phạm Xuân Thiều chào đời ngày 6 tháng 4 năm 1942 tại Tân Vũ, Vũ Tiến, Thái Bình, là con thứ năm của Mục sư Phạm Xuân Lai. Là con trai trưởng trong một gia đình phú nông, sau khi tiếp nhận đức tin Cơ Đốc, ông Lai gặp phải sự chống đối quyết liệt từ người thân, cuối cùng bị buộc phải rời khỏi gia đình. Về sau, mẹ của ông và các thành viên khác trong gia đình cũng chia sẻ cùng niềm tin với ông.
Tốt nghiệp Trường Kinh Thánh Đà Nẵng, và sau khi được bổ nhiệm cai quản những nhà thờ khác nhau, Mục sư Phạm Xuân Lai trở thành Quản nhiệm Nhà thờ Tin Lành Ma Lâm, Phan Thiết. Tại đây, bà Lai mắc bệnh và qua đời.
Mồ côi mẹ, cậu bé Thiều và hai em trai được đưa vào sống tại Cô nhi viện Tin Lành Nha Trang. Sau khi rời cô nhi viện, cậu phải nhờ vào sự giúp đỡ của các anh chị và những người sẵn lòng cưu mang, có thời gian cậu đến sống và theo học tại các trường trung học ở Phan Rang và Đà Lạt. Sau khi hoàn tất chương trình trung học, cậu vào Trường Chính trị Kinh doanh, Viện Đại học Đà Lạt. Tuy nhiên, chỉ một năm sau, cậu quyết định vào Thần học viện của giáo hội tại Nha Trang để chuẩn bị cho chức vụ mục sư.

## Mục vụ
Năm 1967, sau khi tốt nghiệp Thánh Kinh Thần học viện Nha Trang, ông được bổ nhiệm về Ban Phát thanh Tin Lành. Năm 1968, ông sang Canada theo học tại Trường Kinh Thánh Canada, rồi Chủng viện Thần học Gordon-Conwell, Hoa Kỳ. Năm 1973, ông nhận học vị Thạc sĩ Thần học (M. Div.). Mặc dù được khuyến khích tiếp tục công việc nghiên cứu, ông từ chối, vì "chỉ muốn về nước để hầu việc Chúa giữa vòng đồng bào, vì nếu trong lúc anh chị em khó khăn, nguy khốn mình không ở với họ thì lúc hanh thông biết khuyên dạy họ điều gì."
Năm 1973, ông đảm trách chức vụ Chánh văn phòng Tổng Liên Hội, Hội thánh Tin Lành Việt Nam. Đầu năm 1975, Mục sư Phạm Xuân Thiều được bổ nhiệm Giám học và giảng dạy tại Thánh Kinh Thần học viện Nha Trang. Sau khi Thần học viện ngưng hoạt động từ năm 1976, ông và gia đình dời về cư trú ở Nhà thờ Tin Lành Nha Trang. Đến năm 1982, ông được mời làm phó quản nhiệm Nhà thờ Nha Trang.
Năm 1988, Mục sư Phạm Xuân Thiều được mời ra Hà Nội giảng dạy cho Trường Kinh Thánh của Hội thánh Tin Lành Việt Nam (Miền Bắc). Sau khi hoàn tất khóa học, năm 1993, ông trở về Nha Trang rồi vào Thành phố Hồ Chí Minh để chữa bệnh.

## Lãnh đạo Giáo hội
Tháng 2, 2001, trong kỳ Đại hội đồng của giáo hội tổ chức tại Thành phố Hồ Chí Minh, Mục sư Phạm Xuân Thiều được bầu vào chức vụ Hội trưởng Hội thánh Tin Lành Việt Nam (Miền Nam) với nhiệm kỳ bốn năm.
Trong cương vị mới, Hội trưởng Phạm Xuân Thiều cùng ban trị sự Tổng Liên Hội tập trung giải quyết nhiều vấn đề tồn đọng, ổn định sinh hoạt Hội thánh chung, xây dựng phương hướng phát triển theo nhiệm vụ mới, thành lập các Ban Đại diện, bổ nhiệm và thay đổi các Quản nhiệm, và nhất là vận động mở lại Viện Thánh Kinh Thần học để đào tạo lớp người kế thừa, những thách thức mà nhà lãnh đạo giáo hội phải vượt qua trong nhiệm vụ mà ông miêu tả như là "xây dựng lại một tòa nhà từ đống đổ nát".
Ngày 24 tháng 6 năm 2002, Mục sư Phạm Xuân Thiều từ trần sau một cơn đau tim.
Ông đã lập gia đình với bà Đặng Thị Phương Lan, cựu sinh viên Văn khoa, Viện Đại học Đà Lạt; ông bà có hai con trai.